# Данијел
Данијел или Даниел (хебр. דָנִיֵּאל) је мушко хебрејско име које у преводу значи „Бог ми је судија“ или „божји судија“.

## Историјат
Данијел је библијско име и долази латинског Даниел и грчког Даниелис (грч. Δανιηλ, Daniēl), као и из хебрејског имена Даниеи (хебр. Daniéi/Danijjél). Међу Србима је постало веома популарно захваљујући пророку Данијелу, старозаветној библијској личности.

## Популарност
Данијел је било 44 најпопуларније мушко име за дечаке рођене између 2003. и 2005. године у Србији. Име Данијел је такође популарно у Хрватској, где се налази међу првих 100 мушких имена. У Словенији се 2007. године ово име налазило на 67. месту по популарности.

## Имендани
Имендан се слави у Мађарској 21. јула (мађ. Dániel), Словачкој, Немачкој, као и у Пољској где се још слави 10. априла, 15. јула, 13. октобра и 10. децембра. У Шведској и Француској се слави 11. децембра (фр. Dаniel), док у Чешкој и Грчкој 17. децембра.